# Kościół Podwyższenia Krzyża Świętego i św. Jana Chrzciciela w Pysznicy

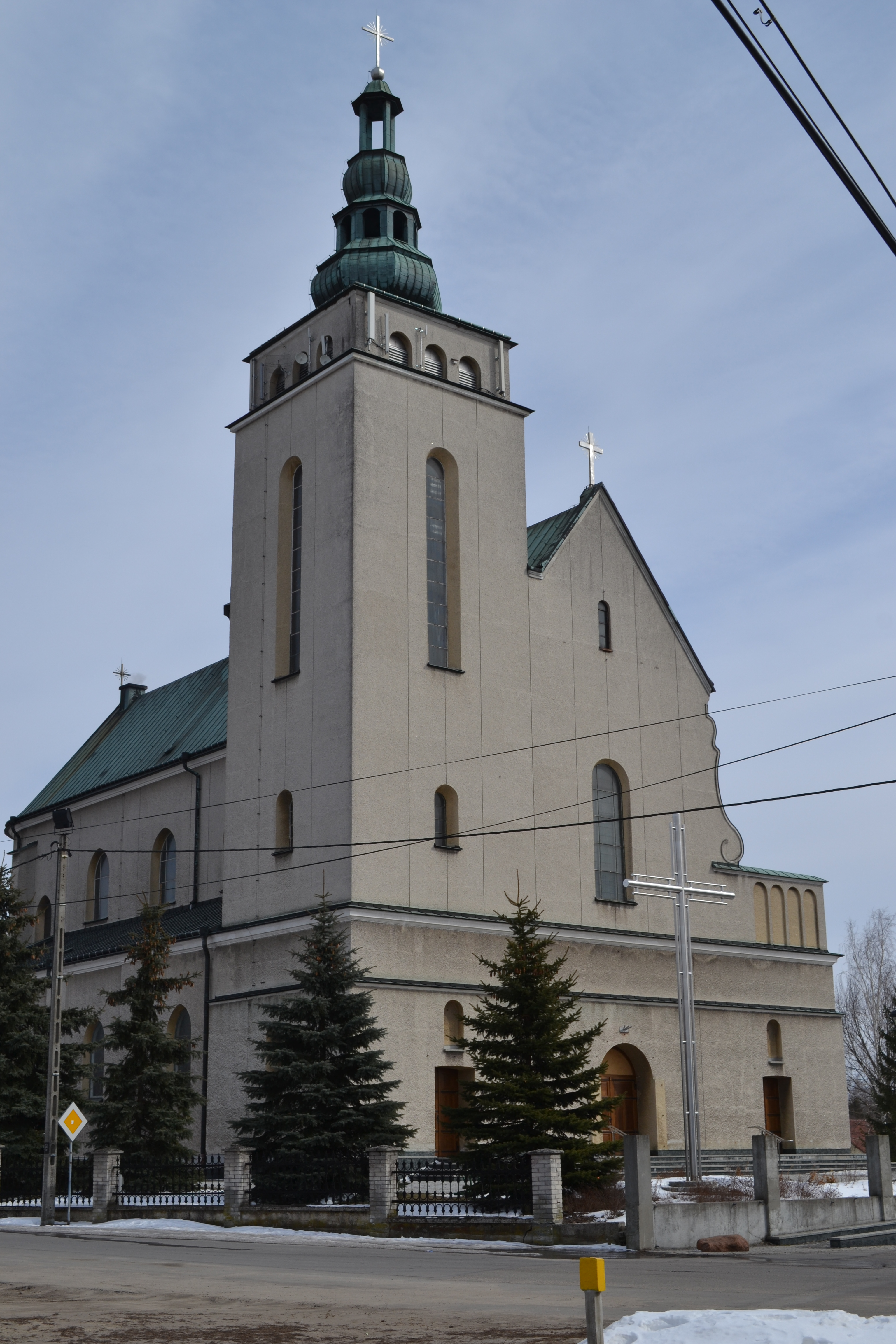
Kościół parafialny w Pysznicy

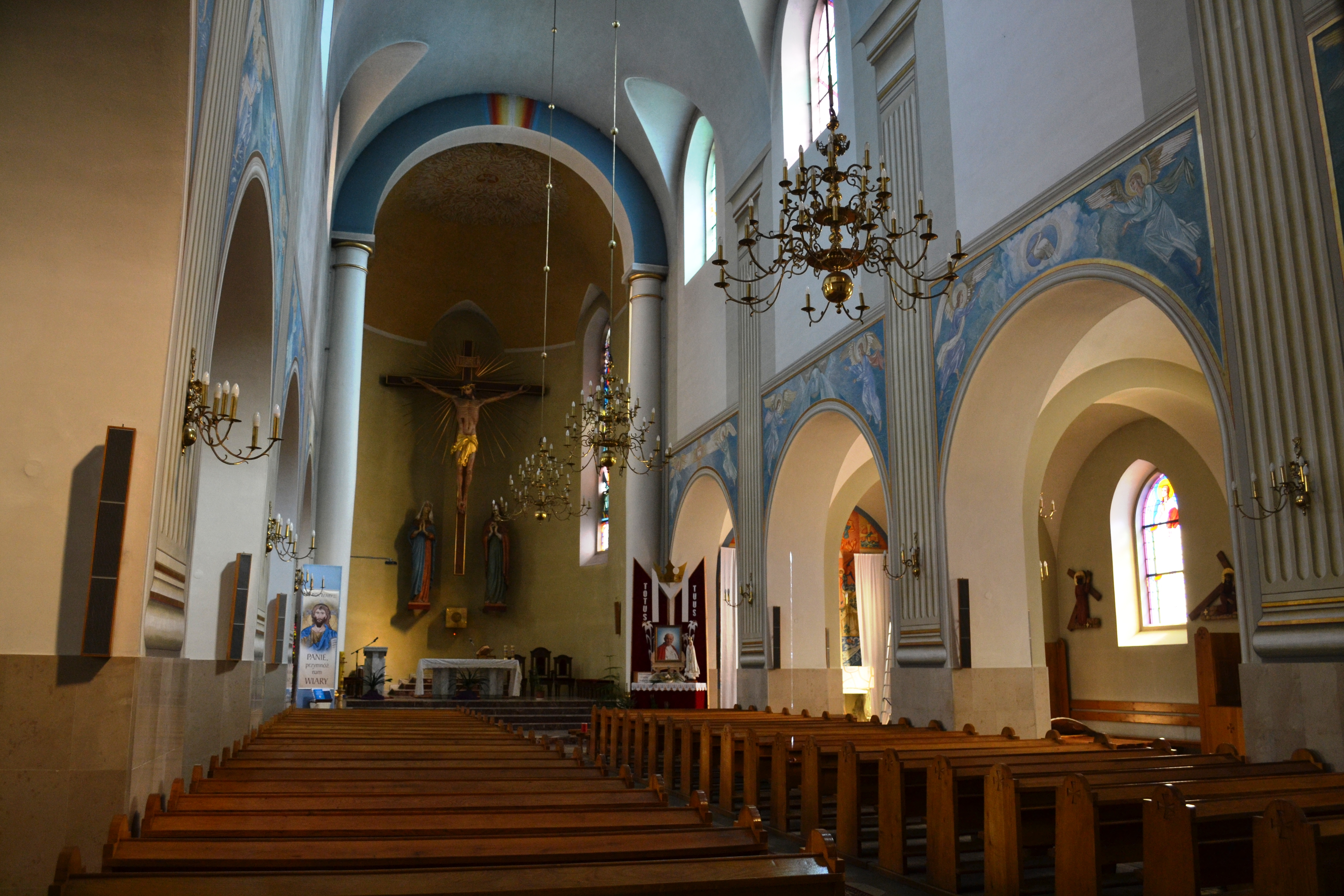
Wnętrze kościoła w Pysznicy

Kościół pw. Podwyższenia Krzyża Świętego i św. Jana Chrzciciela – neobarokowa świątynia rzymskokatolicka położona jest przy ulicy Wolności 297 w Pysznicy.

## Historia
Kościół murowany z cegły, w stylu neobarokowym, wybudowano w latach 1924-1931, proj. inż. Wawrzyniec Dajczak, na miejscu poprzedniego drewnianego kościoła, który spłonął podczas I wojny światowej (1914 r.). Budowę kościoła rozpoczęto w 1924 r. z inicjatywy ówczesnego proboszcza ks. Ignacego Pyzika. Kamień węgielny poświęcono w 1926 r., a całą budowę w stanie surowym ukończono w 1931 r. W latach 60. z inicjatywy ks. Władysława Szubargi wykonano polichromię i zainstalowano organy. Uroczystego poświęcenia kościoła dokonał bp Franciszek Barda.

## Architektura
Kościół jest orientowany, trójnawowy, bazylikowy, na planie krzyża łacińskiego, z prezbiterium zamkniętym półkolistą absydą, do którego przylegają dwie zakrystie. Świątynia kryta jest dachem dwuspadowym, nawę północną w części zachodniej wieńczy wysoka wieża na planie kwadratu z hełmem barokowym i z latarnią zakończoną krzyżem. Nad nawą główną w części wschodniej znajduje się niższa wieżyczka o analogicznym kształcie. Ściana frontowa posiada trzy otwory drzwiowe, nad głównym wejściem nadświetle w formie półkolistego okna witrażowego.
Jednoprzęsłowe prezbiterium oddzielone jest od czteroprzęsłowej nawy dwoma kolumnami i łukiem sklepiennym. Nawy boczne są w formie kaplic połączonych przejściem. Nawę główną wieńczy sklepienie kolebkowe z lunetami, nawy boczne – sklepienie krzyżowe. W części zachodniej kościoła znajduje się kruchta oddzielona od nawy przeszklonymi drzwiami, ponad nią chór muzyczny.

### Wnętrze
W ołtarzu głównym umieszczona jest rzeźbiona monumentalna scena ukrzyżowania, w oknach witraże figuralne, przedstawiające świętych. Ściany pokryte są polichromią: w prezbiterium na sklepieniu symbol Ducha Świętego, w nawach bocznych nad ołtarzami scena Wniebowzięcia NMP w nawie północnej oraz sceny z życia św. Jana Chrzciciela z przedstawieniem chrztu Jezusa w Jordanie w centrum w nawie południowej. W nawie głównej polichromię stanowią iluzjonistyczne kolumny i pary aniołów ponad wejściami do naw bocznych. Na ścianach naw bocznych stacje drogi krzyżowej wykonane przez rzeźbiarza Jana Mogilanego z Zagórza k. Sanoka i fundowane przez parafian w 2002 roku